# Tandihat (Barumun Tengah)
Tandihat is een bestuurslaag in het regentschap Padang Lawas van de provincie Noord-Sumatra, Indonesië. Tandihat telt 289 inwoners (volkstelling 2010).